# Падубоцвіті
Падубоцвіті (Aquifoliales) — порядок квіткових рослин із клади астериди.

## Родини
Aquifoliales Senft (за системою APG IV)
- Aquifoliaceae Bercht. & J.Presl, nom. cons.
- Cardiopteridaceae Blume, nom. cons.
- Helwingiaceae Decne.
- Phyllonomaceae Small
- Stemonuraceae Kårehed

## Опис
Найчастіше кущі (рідко дерева) з непоказними звичайними (з пелюстками й чашолистками) квітками. Плід — однонасінна кістянка, ягода або крилатка.

## Поширення
Більшість видів зростає в екваторіальній зоні, лише падуб (Ilex) досягає помірної зони. В Україні представники порядку природно не зростають.